# Mary Landrieu
 Mary Loreta Landrieu  (Arlington (Virginia), 23 november 1955) is een Amerikaanse politica van de Democratische Partij. Zij was van 1997 tot 2015 senator voor Louisiana.

## Levensloop
Landrieu werd geboren als de dochter van de voormalige burgemeester van New Orleans. Zij werd rooms-katholiek opgevoed en bezocht de Ursuline Academy in New Orleans. Ze studeerde af van de Louisiana State University en was lid van het Huis van Afgevaardigden van Louisiana van 1980 tot 1988. Van 1988 tot 1996 was ze schatkistbewaarder van die staat.
Landrieu is getrouwd met de advocaat Frank Snellings. Samen hebben zij twee kinderen geadopteerd.

## Rel rondom senaatszetel
Landrieu werd in 1996 gekozen in de Senaat door haar Republikeinse opponent Woody Jenkins te verslaan met een verschil 5.788 stemmen. Jenkins weigerde echter de uitslag te accepteren en beschuldigde de Democraten van fraude. Hij bracht zijn zaak naar de door de Republikeinse meerderheid gevulde senaat, en zij besloten een onderzoek in te stellen. Dit onderzoek sleepte zich tien maanden voort, en beperkte Landrieu gedurende deze periode in haar functioneren. Uiteindelijk verscheen er in oktober 1997 een rapport dat er fouten waren gemaakt, maar dat nieuwe verkiezingen te veel onrust zouden veroorzaken in Louisiana.
In 2002 werd Landrieu herkozen. In die periode werd zij ook genoemd als potentiële running mate van presidentskandidaat John Kerry. Hij koos echter uiteindelijk voor senator John Edwards.

## Politieke standpunten
Op 23 mei 2005 was Landrieu lid van de Bende van 14 die een compromis aan gingen bij de benoeming van vier rechters door president George W. Bush voor het Hof van Beroep. De Democraten dreigden gebruik te maken van een filibuster. Hiervan werd afgezien toen Bush een van zijn kandidaten terug trok.
Landrieu steunde in 2001 een voorstel om het successierecht af te schaffen. In 2005 was zij een van de vier Democraten die tegen pogingen van meer liberale partijgenoten stemden om die wetgeving teniet te doen, omdat het de rijken onevenredig zou bevoordelen.
In 2004 was ze slechts een van de zes Democraten die tegen de verlenging van het verbod om semiautomatische vuurwapens stemden.
In 2005 stemde ze voor de benoeming van John Roberts als president van het Hooggerechtshof, maar een jaar later stemde ze tegen de benoeming van Samuel Alito.
Nadat de Democraten in 2006 een meerderheid in zowel het Huis van Afgevaardigden als in de Senaat hadden verkregen, kondigde ze (samen met de Republikeinse senator Olympia Snowe) een centrumcoalitie van gematigde senatoren van beide kampen, om zo een verdere tweespalt tussen de twee partijen te voorkomen.
De senator ging in 2009 akkoord met de zorgstelhervormingen van president Obama. Dit gebeurde pas op het laatste moment nadat er alsnog een toezegging werd gedaan voor 300 miljoen dollar extra voor Medicaid-programma van de staat Louisiana.

## Orkaan Katrina
In 2005 werd New Orleans, de thuisstad van Landrieu, getroffen door de orkaan Katrina. Zij groeide uit tot de stem van de slachtoffers die klaagden over het "onvermogen van de nationale overheid". In november 2005 leidde zij een grote werkdelegatie tijdens een bezoek aan de deltawerken in Nederland.

## Poging tot afluisteren
Vier conservatieve activisten werden in januari 2010 gearresteerd omdat zij geprobeerd hadden toegang te krijgen tot het telefoonsysteem van het kantoor van Landrieu in haar thuisstaat Louisiana. De activisten deden onderzoek voor een reportage na geruchten dat Landrieu zich niets aantrok van klachten van kiezers over haar positie in het debat over de hervorming van het zorgstelsel.
- International Standard Name Identifier: 0000 0000 7909 0264
- Library of Congress Control Number: no00078011
- Nationale Bibliotheek van Tsjechië: mzk2005279215
- SNAC: w6n02rb2
- Biographical Directory of the United States Congress: L000550
- Virtual International Authority File: 84615864
- WorldCat: E39PBJyh66DvDjpmf4CG7TCCwC